# Alan Joyce
Alan Joyce (Dublín, Irlanda; 30 de junio de 1966) es un ejecutivo hiberno-australiano, actual Consejero Delegado de Qantas Airways Limited. Nombrado CEO de Jetstar Airways en octubre de 2003, Joyce asumió su nuevo puesto en la compañía matriz de Jetstar el 28 de noviembre de 2008. Joyce anteriormente trabajó en Aer Lingus, la compañía de bandera de Irlanda, y en la ahora difunta Ansett Australia. Forma parte de Qantas desde hace unos doce años. 
Tanto en Qantas como en Ansett Australia, dirigió la planificación de redes, la planificación de rutas regulares y la estrategia de red. Antes de esto, Joyce pasó ocho años en Aer Lingus, donde pasó por diversas posiciones en Ventas, Publicidad, Tecnología de Información, Planificación de red, Reestructuración de operaciones, Departamento de ingresos y planificación de flota.

## Biografía
Nació y creció en el suburbio de clase obrera de Dublín: Tallaght, su madre era limpiadora y su padre trabajaba en una tabacalera.
Joyce fue educado en el Instituto Trinity, Dublín, y se graduó con honores en ciencias obteniendo la carrera de Ciencias Aplicadas (Físicas y matemáticas) y un Master de Ciencias en Gestión Científica. Es miembro de la Royal Aeronautical Society .
Es abiertamente gay y vive con su pareja, un neozelandés con el que mantiene una relación desde 1999.

## Carrera profesional
En 1988, Joyce comenzó a trabajar en Aer Lingus , la aerolínea de bandera de Irlanda. Ocupó varios puestos en ventas , marketing, tecnología de la información, planificación de redes, investigación de operaciones, gestión de ingresos y planificación de flotas. En 1996, renunció para unirse al ahora desaparecido Ansett Australia. En 2000, Joyce se unió a Qantas. Tanto en Ansett Australia como en Qantas, dirigió las funciones de planificación de red, planificación de horarios y estrategia de red. Joyce fue nombrado director ejecutivo de la filial de Qantas, Jetstar Airways, en octubre de 2003.

### CEO de Qantas
Joyce se convirtió en director ejecutivo de Qantas el 28 de noviembre de 2008. Fue director de Orangestar Investment Holdings Pte Limited (sociedad de cartera de Jetstar Asia Airways y Valuair, con sede en Singapur ) y de Jetstar Pacific Airlines Aviation Joint Stock Company (en Vietnam). El 29 de octubre de 2011, como resultado de los continuos disturbios industriales tras el anuncio de la pérdida de puestos de trabajo y los cambios estructurales en Qantas, Joyce puso en tierra toda la flota principal de Qantas.
El periódico The Australian nombró a Joyce como el líder empresarial más influyente en 2011. Sin embargo, una encuesta que siguió a su controvertida puesta a tierra en 2011 de la flota de Qantas mostró que la acción ha aumentado la percepción pública negativa de la aerolínea. En 2011, la remuneración de Joyce aumentó un 71 por ciento de $ 2,92 millones en 2009-10 a $ 5,01 millones y se le concedieron 1,7 millones de acciones de Qantas en virtud de un plan de incentivos a largo plazo. Sus comentarios informados de que su salario era "conservador" fueron criticados por la Asociación de Pilotos de Australia e Internacional (AIPA).
En mayo de 2019, Joyce se comprometió a tres años más como director ejecutivo de Qantas. En respuesta a la pandemia de COVID-19, Joyce renunció a su salario por el resto del año.

### Incidente de pieing
El 9 de mayo de 2017, Joyce estaba pronunciando un discurso en un evento de desayuno de negocios en Perth, cuando un asaltante desconocido le empujó una tarta de merengue de limón en la cara. posteriormente identificado como Tony Overheu, un agricultor y cristiano de Australia Occidental. Overheu, de 67 años, le dio un nombre falso a la policía después del incidente, pero posteriormente se disculpó por humillar al director ejecutivo alegando que había arruinado la figura empresarial debido a su propia creencia personal de que Joyce había sobrepasado la línea en su defensa del matrimonio homosexual y la respuesta del agresor. simplemente reflejó el rechazo de la comunidad. Más tarde, Overheu fue acusado de agresión común, allanamiento de morada, daños y dar detalles falsos a la policía. Además de ser vetado de su iglesia, también se le prohibió volar con Qantas (incluidas las aerolíneas asociadas de Qantas).
Overheu compareció ante el Tribunal de Magistrados de Perth el 7 de julio de 2017, se declaró culpable de los cargos de agresión y allanamiento, dañar el micrófono de solapa que llevaba Joyce y dar un nombre falso a la policía después del incidente. Overheu fue multado con 3.600 dólares y se le ordenó pagar 269 dólares en compensación por el micrófono de solapa y 188 dólares en costos. El abogado de Overheu dijo que su cliente había tenido "dificultades físicas y personales" en los últimos años, incluidos problemas de salud mental.